# پر آرویدسون
پر آرویدسون (به انگلیسی: Pär Arvidsson) (زادهٔ ۲۷ فوریهٔ ۱۹۶۰) شناگر اهل سوئد است.